# Ladislav Ilčić
Ladislav Ilčić, né le 4 août 1970 à Varaždin, est un député européen représentant la Croatie.

## Biographie
Le père de Ladislav Ilčić est Stanko Ilčić, médecin et ancien directeur du centre de santé de Varaždin, également connu comme le chef de la chorale de l'église de Varaždin Chorus liturgicus et associé de longue date du diocèse de Varaždin.
Il est diplômé de l'Académie de musique de Zagreb, où il a ensuite terminé ses études de troisième cycle. Il est employé par l'Orchestre symphonique HRT et membre permanent de l'Orchestre de chambre de Varaždin. Il est membre de plusieurs associations professionnelles de la musique et membre de l'Art Council de l'Orchestre symphonique HRT pendant plusieurs mandats. Il était un membre occasionnel du groupe de mariachis "El combo"
Il est l'un des fondateurs et depuis 2008 président de l'association Grozd - Voix des parents pour les enfants, qui s'engage à améliorer la qualité de l'éducation des enfants et à améliorer la position des familles dans la société moderne. Il est l'un des partisans de l'initiative citoyenne Au nom de la famille, qui a recueilli 749 316 signatures de citoyens pour avoir convoqué un référendum sur la définition constitutionnelle du mariage.
Il est le président de Hrast — Mouvement pour une Croatie prospère, qui rassemble des partis politiques, des associations civiques et des individus d'orientation traditionnelle, conservatrice, nationale et démocratique. Il a été titulaire de la liste Hrast aux premières élections croates pour le Parlement européen en 2013. La même année, il était le candidat Hrast aux élections du maire de Varaždin, où il a remporté la quatrième place avec 7,89 % des voix.
Il est le président du comité pour l'éducation, la santé et la protection sociale du conseil municipal de Varaždin.
En juillet 2021 il devient député européen pour remplacer Ruža Tomašić, démissionnaire.